# New Delhi (distrikt)
New Delhi  er et distrikt i det indiske nationale hovedstadsterritorium Delhi.

## Demografi
Ved folketællingen i 2011 var der 133,713 indbyggere i distriktet, mod 179,112 i 2001. Den urbane befolkningen udgør 100,00 % af befolkningen.
Børn i alderen 0 til 6 år udgjorde 8,64 % ved folketællingen i 2011 mod 12,00 % i 2001. Antallet af piger i den alder per tusinde drenge er 884 i 2011 mod 898 i 2001.